# Shweta Rathore
Shweta Rathore (Jaipur, Rayastán; 13 de junio de 1988) es una culturista y atleta de físico india.

## Biografía
Shweta Rathore estudió ingeniería bioquímica en la Universidad de Manipur. Desde su época de estudiante, le gustaba mucho el fitness porque tenía una complexión ligeramente ancha. Esta condición, en un país que no estilizaba ese modo de vida le afectó, porque solía ser una niña muy activa y solía participar en actividades culturales y deportivas en su escuela. 
Shweta empezó a hacer gimnasia de verdad cuando estaba en octavo curso y, a partir de ahí, continuó, y el fitness se convirtió en su estilo de vida. Un día, su hermano le sugirió que se dedicara profesionalmente a ello, y así fue como llegó al mundo del fitness.
Es la primera embajadora india de la marca Muscletech, y es la embajadora de la marca Avvatar.
Es la primera mujer de la India que ganó la medalla en el campeonato del mundo (ganó la medalla de bronce en 2014 en el sexto Campeonato Mundial de WBPF). Ganó el 49.º campeonato de Asia. Fue además Miss World 2014 Fitness Physique, Miss Asia 2015 Fitness Physique y Miss India Sports Physique en 2015.